# تاريخ الحضارات العام
تاريخ الحضارات العام موسوعة تاريخية نادرة تحت اشراف موريس كروزيه مفتش المعارف العام في فرنسا ونخبة من اساتذة التاريخ بجامعة السوربون يتكون من 7 مجلدات يتحدث فيها عن قصة جميع الحضارات البشرية منذ بدايتها وحتى العصر الحالي ويتسم بالموضوعية وبالمنهج العلمي.
موسوعة تاريخ الحضارات العام في مجلداتها السبعة ظهرت باللغة الفرنسية عن مطبوعات الجامعة الفرنسية - باريس سنة 1955م.
تعتبر مرجع هام ونادر من مراجع التاريخ العام تناهد فريق من الاخصائيين واعلام اساتذة التاريخ في جامعات فرنسا وخصوصا جامعة السوربون العريقة على وضعه على مثل هذا النحو من العرض والتركيز هو أقرب لتحليل حوادث التاريخ من السرد المبسط"

## أجزاء الموسوعة
شملت الموسوعة موضوعات متعددة وزعت علي سبعة مجلدات كالتالي:
- المجلد الأول: الشرق واليونان القديمة

اسم المؤلف: أندريه ايمار - جانين ا وبوايه
- المجلد الثاني: روما وامبراطوريتها

اسم المؤلف: أندريه ايمار - جانين ا وبوايه
- المجلد الثالث: القرون الوسطى

اسم المؤلف: إدوار بروى
- المجلد الرابع: القرنان السادس عشر والسابع عشر

اسم المؤلف: رولان موسنيه
- المجلد الخامس: القرن الثامن عشر

اسم المؤلف: رولان موسنيه - أرنست لابروس
- المجلد السادس: القزن التاسع عشر

اسم المؤلف: روبير شنيرب
- المجلد السابع: العهد المعاصر

اسم المؤلف: موريس كروزيه.
شملت الموسوعة أكثر من 300 لوحة ومخطوطة نادرة مرفقة مع الموسوعة .